# 亞倫·庫克
亞倫·蘭恩·庫克（英語：Aaron Lane Cook，1979年2月8日—），為前美國職棒大聯盟的投手，生涯曾效力於洛磯與紅襪等隊。

## 職業生涯

### 科羅拉多洛磯

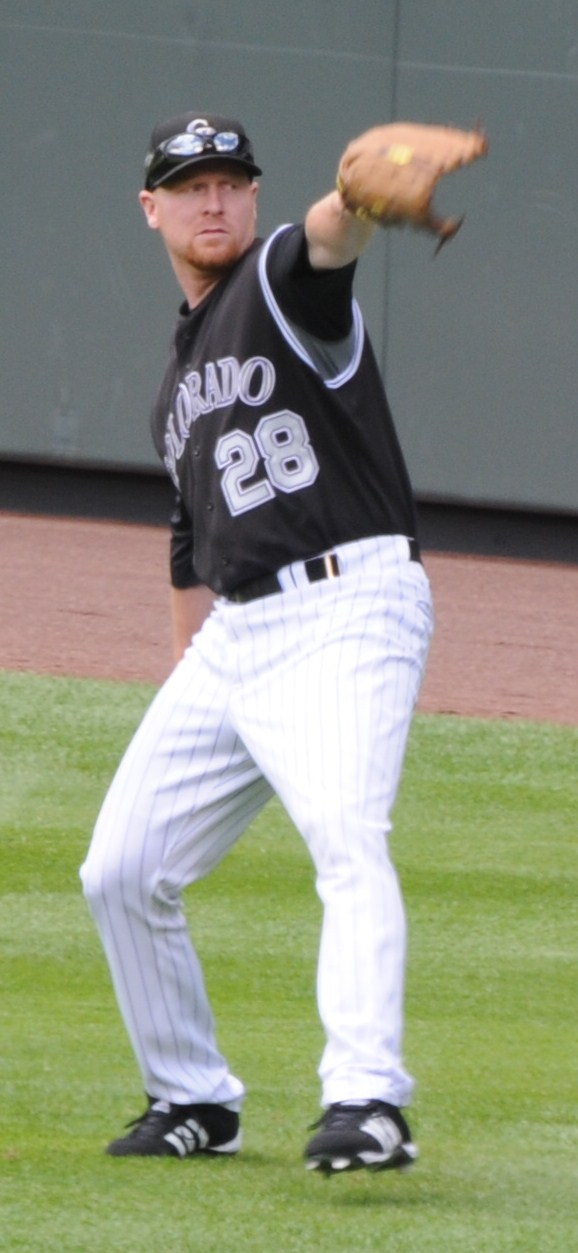
2008年的庫克

庫克在1997年大聯盟選秀第二輪被洛磯選中，並在2002年登上大聯盟。他在初登板主投2局被敲出1轟，後來面對巨人完成生涯初先發，主投6局投出4次保送無關勝敗。整季他拿下2勝1敗，防禦率4.54。
2003年，庫克成為洛磯的2號先發。不過他的防禦率卻高達5.00，因此他在季中被下放3A，換成老將Denny Neagle上場。庫克這年拿下4勝6敗，防禦率6.02。
2004年，庫克罹患了肺栓塞。他在8月的比賽曾向球隊表示自己快喘不過氣，甚至還有頭暈的症狀。後來在醫院檢查後發現他右肩出現血栓。他在9月10日進行手術，將他的右肋骨移除。這年他只先發16場比賽，拿下6勝4敗。
2005年7月30日，庫克終於重返球場，不過他僅投4.2局便狂失7分吞敗。但是他後面表現愈來愈穩，最後12場先發拿下7勝1敗，防禦率3.07。由於在病情痊癒後還能繳出如此優異的表現，因此他在球季結束後獲得了湯尼·康尼格里亞羅獎。
2006年，庫克僅拿下9勝12敗，防禦率4.23。雖然洛磯主場對投手不利，不過庫克在自家主場的防禦率僅3.96，比客場防禦率4.62還來得出色。
2007年6月28日，庫克被克雷格·比吉歐敲出生涯第3000安。球季末他因為肌肉痠痛而錯過了前兩輪的季後賽，不過他在世界大賽成功回歸。他在第四場先發，主投6局失3分吞下敗投，最終洛磯0勝4敗被紅襪橫掃。這年他拿下8勝7敗，並在球季結束後和洛磯簽下3年3000萬的延長合約。
2008年4月13日到5月9日，庫克連續6場先發拿下勝投。他是洛磯隊史第四位在上半季拿下11勝的投手，也因此他入選了生涯首次明星賽。他在明星賽投了3局，還一度在無人滿壘的危機下安全脫身。當時的球評後來甚至表示若國聯最終贏得明星賽，庫克絕對是本場的MVP。這年他還有一場比賽僅用79球就拿下完投勝。最後他拿下生涯新高的待季16勝，不過他在2好0壞的情況下被敲出20支安打，是全大聯盟最多。
2009年8月底，庫克共拿下10勝6敗，不過他卻因為受傷而缺席了近一個月。球隊在這年打進季後賽，庫克在分區賽面對費城人，主投5局失3分奪勝，不過這也是洛磯在這系列賽的唯一一勝。
2010年，庫克的表現開始不穩定，加上受傷的影響，整季他只拿下6勝8敗，防禦率5.08。他在8月就因為腳趾扭傷缺席好一陣子，9月更是腿部錯位骨折造成球季報銷。
2011年，庫克只有拿下3勝10敗，防禦率高達6.03。球季結束後，洛磯不和他續約，庫克也成為自由球員。

### 波士頓紅襪

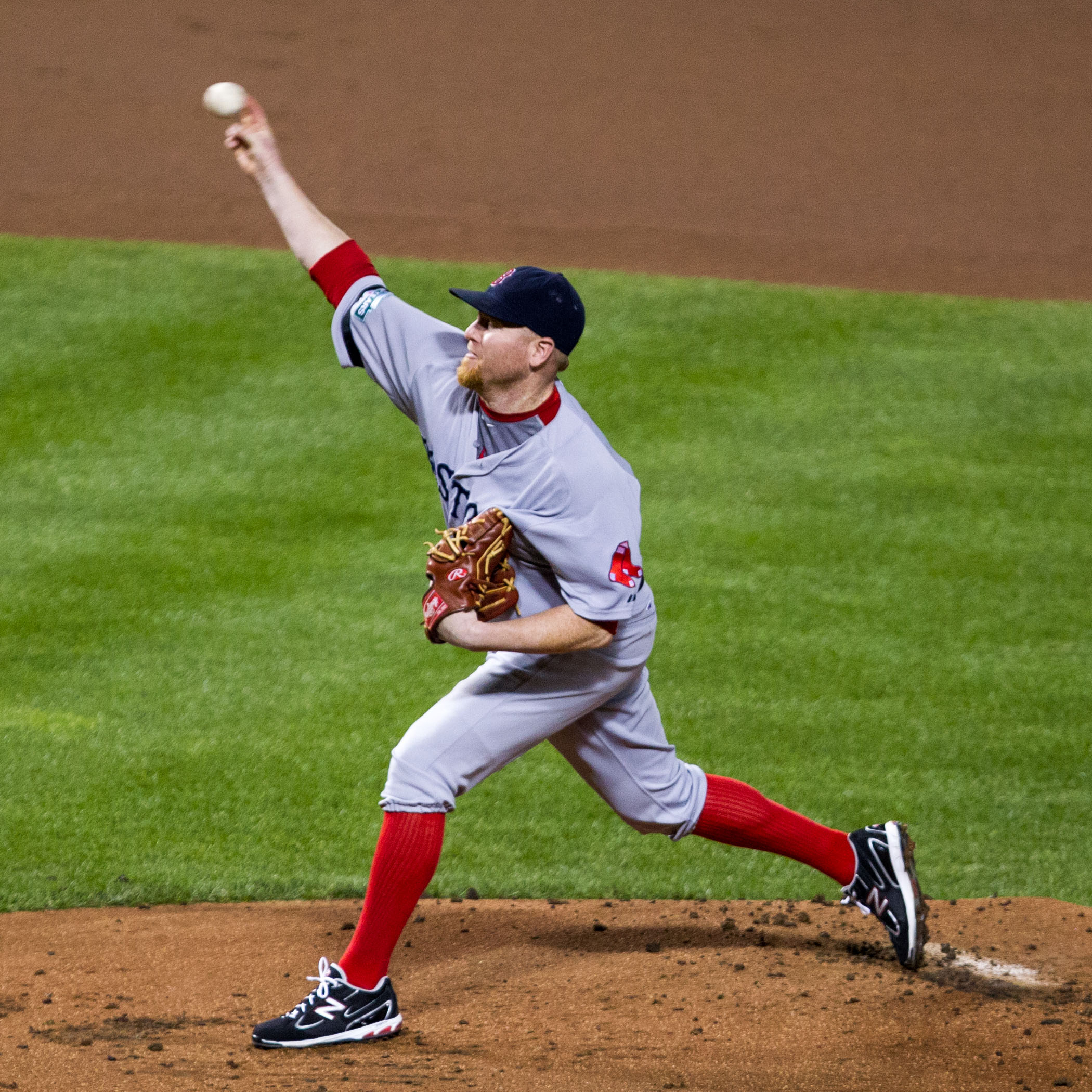
2012年的庫克

2012年1月14日，庫克與紅襪簽下小聯盟合約。他在3A先發5場比賽，拿下3勝0敗，包含兩場完投勝。

### 費城費城人
2013年1月16日，庫克與費城人簽下小聯盟約，並受邀參加大聯盟春訓。他在6月26日被球隊釋出。

### 重返科羅拉多
2013年3月29日，庫克重返老東家洛磯，並從3A開始打起。不過他在3A吞下5敗，防禦率8.15。最後球隊也沒給他回到大聯盟的機會，而是直接釋出。後來庫克發現他的手肘有多處發炎，因此他決定進行治療而讓球季提前關機。
2014年，庫克休息了超過5個月才重返球場，不過後來他在2015年決定卸下球員身分。

## 投球風格
庫克相當擅長伸卡球，他的伸卡球就佔了70%的投球數。而他製造滾地球的機率高達64%。而庫克也表示自己不是三振型的投手，他不怕直球對決，他的目標只要能讓對手打不好即可。
庫克在2010年起新增了曲球、變速球和卡特球等球種。

## 生涯投球成績
| 勝投 | 敗投 | 防禦率 | 出賽場次 | 先發 | 完投 | 完封 | 投球局數 | 安打 | 失分 | 自責分 | 全壘打 | 保送 | 三振 | 暴投 | 觸身球 |
| ---- | ---- | ------ | -------- | ---- | ---- | ---- | -------- | ---- | ---- | ------ | ------ | ---- | ---- | ---- | ------ |
| 76   | 79   | 4.60   | 256      | 224  | 3    | 0    | 1406.1   | 1636 | 776  | 719    | 126    | 429  | 578  | 37   | 48     |

## 外部連結
- 球員資訊和成績在MLB ，ESPN ，Retrosheet ，Baseball Reference ，Baseball Reference (Minors) ，Fangraphs ，The Baseball Cube （英文）